# Козловский, Павел Павлович
Павел Павлович Козловский (бел. Павел Паўлавіч Казлоўскі; род. 9 марта 1942, деревня Волковня Пружанского района Брестской области) — белорусский военный и политический деятель, министр обороны Белоруссии (1992—1994).

## Биография
Родился 9 марта 1942 года в деревне Волковня Пружанского района Брестской области в семье крестьянина. Белорус. Его отец погиб на фронте в 1945 году. Мать растила одна пятерых детей, Павел был младшим. Она умерла в 1977 году. Братья и сестры живут и работают в Белоруссии.
После окончания школы, в 1961 году, Павел Козловский поступил в Ташкентское Высшее общевойсковое командное училище, которое окончил в 1965 году. Проходил службу на должностях: командира роты, начальника штаба полка, командира полка, начальника штаба дивизии, командира дивизии. Служил в Грузии, Армении и России.
Окончил Академию М. В. Фрунзе и Академию Генерального штаба. В 1987 году был направлен в Белорусский военный округ, на должность заместителя командующего армией. В марте 1989 года был назначен командующим 28-й общевойсковой армией. С июля 1991 года — начальник штаба — первый заместитель командующего Белорусского военного округа. Два звания: майора и подполковника были получены досрочно. Последнее воинское звание в Советской армии — генерал-лейтенант (20.04.1990).
22 апреля 1992 года утверждён Министром обороны Республики Беларусь. Во время своего пребывания на посту отличился тем, что увольнял из армии офицеров, состоявших в организации «Белорусское объединение военных». Собирался внести предложение об изменениях в Закон Белоруссии «О статусе военнослужащих», запрещающих военнослужащим заниматься политической деятельностью.
В конце июля 1994 года, после прихода к власти Александра Лукашенко, Павел Козловский ушёл в отставку вместе с правительством, а 5 сентября того же года указом Президента был понижен в звании до генерал-лейтенанта за злоупотребление служебным положением (что не было установлено следствием). В дальнейшем, Козловский посвятил себя общественно-политической деятельности, создал Международный фонд реабилитации здоровья бывших военнослужащих, является его президентом. В 1995—2001 годах был членом Объединённой гражданской партии, сейчас — беспартийный. Часто критикует военную политику белорусских властей.
Пытался зарегистрировать свою кандидатуру на президентских выборах 2001 года, но неудачно собрав 85 тысяч подписей из 100 тысяч необходимых, вскоре поддержал кандидатуру Владимира Гончарика. На выборах 2010 года был доверенным лицом кандидата в президенты Андрея Санникова.

## Семья
Жена Наталья Григорьевна по специальности экономист. Дети — Елена, Андрей, Павел.